# Рача-Лечхуми и Доња Сванетија
Рача-Лечхуми и Доња Сванетија (груз. რაჭა-ლეჩხუმი და ქვემო სვანეთი – Рача-Лечхуми да Квемо Сванети) је регија у северозападној Грузији.
На просторима регија налазе се историјске провинције Рача, Лечхуми и Сванетија. Граничи се са Русијом на североистоку и са регијама Мегрелија-Горња Сванетија на северозападу и западу, Имеретијом на југу и са Унутрашњим Картлијем на југоистоку.
Главни град је Амбролаури.
Регија се простире на 4.954 -{km²} - и има 32.089 становника (2014).

## Етничка структура
- Грузини 99,65%[1]